# Odiszéasz Vlahodímosz
Odiszéasz Vlahodímosz (görögül: Οδυσσέας Βλαχοδήμος; Stuttgart, 1994. április 26. –) német–görög labdarúgó, a Sevilla kapusa kölcsönben a Newcastle United csapatától. Bátyja Panajótisz Vlahodímosz.

## Sikerei, díjai

### Klub
- Benfica
  - Portugál bajnok: 2018–19, 2022–23
  - Portugál szuperkupa: 2019, 2023

- Newcastle United
  - Angol ligakupa: 2024–25

### Válogatott
- Németország U17
  - U17-es labdarúgó-Európa-bajnokság ezüstérmes: 2011
  - U17-es labdarúgó-világbajnokság bronzérmes: 2011

- Németország U21
  - U21-es labdarúgó-Európa-bajnokság: 2017